# 巴恩斯 (堪薩斯州)
巴恩斯（英語：Barnes）是一个美國城市，位於堪萨斯州华盛顿县。根據2010年人口普查，城市人口为159人。

## 地理
巴恩斯位于39°42′41″N 96°52′23″W / 39.711525°N 96.873094°W (39.711525,-96.873094)。根据美国人口普查局，该城市的总面积為0.18平方英里（0.47平方），其中，0.17平方英里（0.44平方）為陸地，0.01平方英里（0.03平方）為水域。